# 三田市消防本部
三田市消防本部（さんだししょうぼうほんぶ）は、兵庫県三田市の消防部局（消防本部）。管轄区域は三田市全域。

## 概要
- 消防本部：三田市下深田396
- 管内面積：210.22km2
- 職員定数：113人
- 消防署1か所、分署2か所
- 主力機械（2024年4月1日時点）
  - 普通消防ポンプ自動車：2
  - 水槽付消防ポンプ自動車：2
  - はしご付消防自動車：2
  - 化学消防自動車：1
  - 救急自動車：5
  - 救助工作車：1
  - 指揮車：2
  - 指令車：1
  - 広報車：1
  - 資器材搬送車：1
  - 支援車：2
  - 人員搬送車：1
  - 本部車：1

## 沿革
- 1966年5月10日　三田市消防本部を設置。
- 1967年4月1日　三田市消防署を設置。
- 2004年4月1日　西分署を設置。
- 2011年4月1日　東分署を設置。
- 2027年度中　神戸市消防局と通信指令業務を共同化（予定）。

## 組織
- 本部
  - 総務課
    - 管理係
    - 庶務係

  - 消防課
    - 警防救助係
    - 救急係

  - 予防課
    - 予防係
    - 危険物係
- 消防署
  - 指令係
  - 警防救助係
  - 救急係
- 分署
  - 当務係

## 消防署
| 消防署       | 住所      | 分署                         |
| ------------ | --------- | ---------------------------- |
| 三田市消防署 | 下深田396 | 西：長坂1143 東：志手原216-6 |